# As Daylight Dies
As Daylight Dies är det amerikanska metalcorebandet Killswitch Engages fjärde album, utgivet i november 2006 på Roadrunner Records. 

## Låtlista
1. "Daylight Dies" - 4:06
2. "This Is Absolution" - 3:35
3. "The Arms of Sorrow" - 3:50
4. "Unbroken" - 3:10
5. "My Curse" - 4:05
6. "For You" - 4:11
7. "Still Beats Your Name" - 3:20
8. "Eye of the Storm" - 3:56
9. "Break the Silence" - 4:33
10. "Desperate Times" - 4:41
11. "Reject Yourself" - 4:44

Special Edition bonuslåtar
1. "Be One (feat. The Unbridged)" - 3:31
2. "Let the Bridges Burn" - 4:29
3. "This Fire" - 3:10
4. "Holy Diver (Dio cover)" - 4:10